# Капустин Яр (аеродром)
Капустин Яр — військовий аеродром поблизу міста Знам'янськ, Астраханська область. Обслуговує військовий полігон Капустин Яр (заснований 1946 року). До 1990-х років аеродром мав умовну назву Картина (раніше — Конституція).
Аеродром 3-го класу. На аеродромі базується 35-та окрема змішана авіаескадрилья ВПС (військова частина 33782), на озброєнні якої складаються вертольоти Мі-8, літаки Ан-26, Ан-72. Наземне забезпечення польотів здійснює 88-ма авіаційна комендатура (військова частина 54003).

## Історія
Наприкінці 1940-х і початку 1950-х років для авіаційного забезпечення полігону використовувався військовий аеродром Житкур, розташований в 52 км на північний схід від нинішнього аеродрому і в 125 км на схід від Волгограда. Аеродром мав ґрунтову злітно-посадкову смугу довжиною 1060 м і шириною 80 м. Цей аеродром було створено поблизу однойменного села Палласівського району Сталінградської області влітку 1942 року під час Сталінградської битви. Тоді на аеродромі одночасно базувалося до 10 полків винищувальної, штурмової та бомбардувальної авіації 8-ї Повітряної армії ВПС РККА СРСР.. У 1953 через розширення діяльності полігону Капустин Яр село Житкур припинило існування, жителі були переселені в інші пункти.
19-та окрема змішана авіаескадрилья (військова частина 20669) для обслуговування полігону Капустин Яр була сформована у 1954 році на аеродромі військової частини 15650 у селі Володимирівка (нині місто Ахтубінськ). Ескадрилья складалася з трьох ланок: транспортна ланка з трьох літаків Лі-2, вертолітна ланка з трьох гелікоптерів Мі-4 і легкомоторна ланка на літаках Ан-2, Як-12 і По-2. Пізніше з'явилися літаки Іл-12, а потім Іл-14.
З 1955 року літаки ескадрильї почали здійснювати польоти на Дослідно-випробувальні станції (ОІВ) полігону Капустин Яр, розташовані на околицях казахстанських населених пунктів Нова Казанка, Макат, Аральськ. Дещо пізніше на аеродромі Аральськ стала базуватися ланка літаків Як-12 19-ї окремої змішаної ескадрильї, які виконували завдання з доставлення вимірювальної інформації та пошуку виробів.
У 1956 році ескадрилья перебазована на новостворений на нинішньому місці аеродром із ґрунтовою ЗПС. Аеродром отримав умовну назву Конституція.
У 1958 році на аеродромі побудовано бетонну ЗПС, що дозволило безперебійно виконувати польоти в період осіннього та весняного розмокання ґрунту.
2 листопада 1959 року ескадрилью переформовано в 158-й окремий змішаний авіаполк. Першим командиром полку було призначено інспектора-льотчика ВПС Північно-Кавказького військового округу військового льотчика 1-го класу полковника Тетеркіна С.
У 1970 році полк отримав вертольоти Мі-8.
У 1989 році зі штату полку виключено ланку літаків Іл-14 і включено ланку літаків Ан-72.
У 2009 році 158-й авіаполк переформований у 35-ту окрему авіаескадрилью, яка передана зі складу РВСН до ВПС РФ.